# Verrières (Aube)
Verrières ist eine französische Gemeinde mit 1.888 Einwohnern (Stand: 1. Januar 2022) im Département Aube in der Region Grand Est; sie gehört zum Arrondissement Troyes und zum Kanton Vendeuvre-sur-Barse. Die Einwohner werden Verrichons genannt.
Die Ortschaften Saint-Martin, Saint-Aventin und Verrières gehören zur Gemeinde.

## Geographie
Verrières liegt etwa neun Kilometer südöstlich von Troyes an der Seine. Umgeben wird Verrières von den Nachbargemeinden Rouilly-Saint-Loup im Norden, Montaulin im Nordosten und Osten, Clérey im Südosten, Saint-Thibault im Süden und Südwesten sowie Buchères im Westen.
Durch die Gemeinde führen die Autoroute A5 und am Ostrand entlang die Autoroute A26.

## Bevölkerungsentwicklung
| Jahr                       | 1962 | 1968 | 1975 | 1982 | 1990 | 1999 | 2006 | 2012 | 2019 |
| Einwohner                  | 436  | 453  | 526  | 1414 | 1728 | 1724 | 1692 | 1812 | 1858 |
| Quellen: Cassini und INSEE |      |      |      |      |      |      |      |      |      |

## Sehenswürdigkeiten

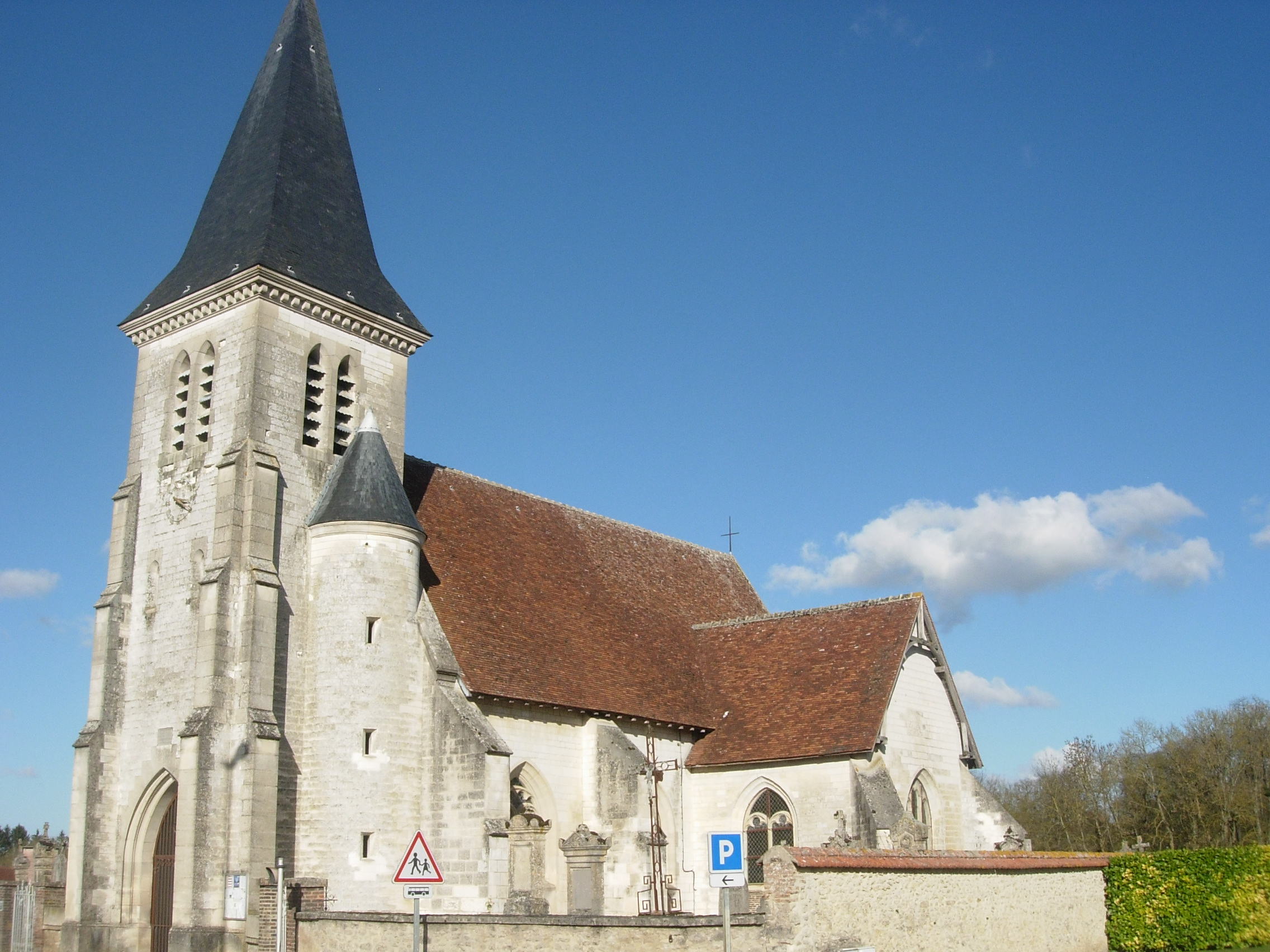
Kirche Saint-Pierre-et-Saint-Paul
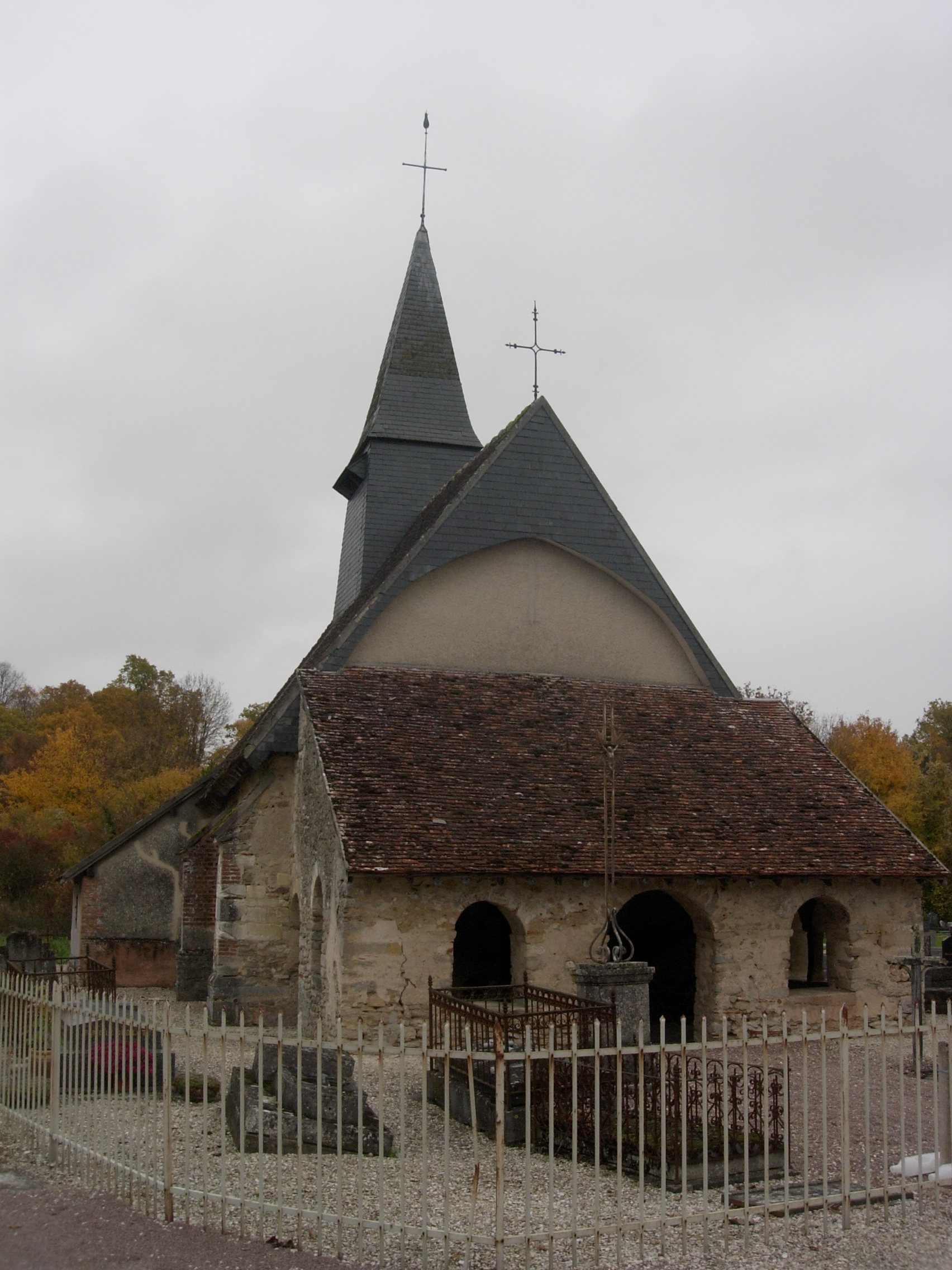
früheres Schloss und Kapelle Saint-Aventin
- Alte Kommandantur der Tempelritter
- Gutshof La Brétonniere
- Mühle von 1777
- Merowingernekropole

- Kirche Saint-Pierre-et-Saint-Paul
- Kapelle Saint-Aventin